# Скатия
Скатия, Секатия, Екатия, Екадия, Екадья (др.рус.; греч. Ἑκάτη) — богиня, упомянутая в «Слово святого Григория, изобретено в толцех», древнерусском переводе греческого поучения Григория Богослова против античного язычества с комбинацией последовательных вставок описаний славянского язычества от неизвестного автора перевода.
Соответствует Гекате и Артемиде, сопоставляют со Скади.
В поучении упоминается ритуальная церемония порки в Лакедемоне архаичного культа Ортии (Greek: Ὀρθία) и осуждается то, что требищной кровью из ран «…мажют Екадью бгиню сию же деву вменяют и Мокашь чтут» или в другом списке «Иже от первенець лаконьская требищная кровь, просашаемая ранами то их епитемья, и тою мажютъ Екатию богыню, сию же девоу творять и Мокошь чтоутъ».